# Jindřich Uher
Jindřich Uher (18. června 1911 Předměřice nad Labem – 26. července 1985 Praha) byl český a československý politik Komunistické strany Československa, poslanec Ústavodárného Národního shromáždění, Národního shromáždění ČSR a ČSSR a Sněmovny lidu Federálního shromáždění; ministr několika vlád Československa.

## Biografie
Pocházel z rodiny strojního zámečníka. Jeho otec byl zakládajícím členem KSČ. Jindřich již jako sedmiletý vstoupil do Jednoty proletářské tělovýchovy a již jako učeň byl aktivní v dělnickém hnutí. Členem KSČ se stal roku 1931. Původní profesí byl dělníkem v továrně na hudební nástroje v Hradci Králové. Už v první polovině 30. let byl ovšem převážně nezaměstnaný a živil se příležitostnou prací, například jako tesař. Za nacistické okupace byl aktivní v odboji. V červnu 1940 byl zatčen a odsouzen na osm let.
Po druhé světové válce zastával vysoké stranické funkce. V listopadu 1945 byl kooptován za člena Ústředního výboru Komunistické strany Československa. V této funkci ho pak potvrdil VIII. sjezd KSČ, IX. sjezd KSČ, X. sjezd KSČ, XI. sjezd KSČ, XII. sjezd KSČ a XIII. sjezd KSČ. V období leden 1952 – leden 1953 byl členem organizačního sekretariátu ÚV KSČ a ve stejném období byl i tajemníkem ÚV KSČ. V roce 1951 se stal vedoucím tajemníkem KV KSČ v Gottwaldově.
Byl členem několika vlád. V letech 1953–1954 byl místopředsedou vlády Antonína Zápotockého a Viliama Širokého, v letech 1953–1954 rovněž v této vládě zastával post ministra zemědělství. V období let 1954–1961 zastával post ministra potravinářského průmyslu v druhé vládě Viliama Širokého a třetí vládě Viliama Širokého, pak byl v letech 1961–1968 ministrem vnitřního obchodu ve třetí vládě Viliama Širokého a ve vládě Jozefa Lenárta.
Po desítky let rovněž zasedal v nejvyšších zákonodárných sborech. V parlamentních volbách v roce 1946 byl zvolen poslancem Ústavodárného Národního shromáždění za KSČ. V parlamentu setrval do konce funkčního období, tedy do voleb do Národního shromáždění roku 1948, v nichž byl zvolen do Národního shromáždění za KSČ ve volebním kraji Hradec Králové. Mandát získal i ve volbách do Národního shromáždění roku 1954, volbách roku 1960 a volbách roku 1964 (od roku 1960 jako poslanec Národního shromáždění ČSSR). Zasedal zde do konce funkčního období roku 1968, kdy se v souvislosti s federalizací Československa přesunul do Sněmovny lidu Federálního shromáždění. Zde působil do roku 1971.
Později působil jako velvyslanec ČSSR v africké Keni. Získal Řád 25. února a Řád republiky.
Zemřel v červenci 1985.